# بريدراج سافوفيتش
بريدراج سافوفيتش (بالصربية: Предраг Савовић) مواليد 21 مايو 1976 في بولا، جمهورية كرواتيا الاشتراكية، جمهورية يوغوسلافيا الاشتراكية الاتحادية، هو لاعب كرة سلة محترف صربي سابق بدأ مسيرته الاحترافية في سنة 1993 وحمل الرقم 4 و6. يبلغ طوله 6 قدم 6 بوصة (2.0 م). اعتزل اللعب في 2009.

## روابط خارجية
- بريدراج سافوفيتش على موقع إن بي أي (الإنجليزية)
- بريدراج سافوفيتش على موقع سبورتس رفرنس (الإنجليزية)
- بريدراج سافوفيتش على موقع الدوري الإسباني لكرة السلة (الإسبانية)
- بريدراج سافوفيتش على موقع كرة السلة الأوروبية.كوم (الإنجليزية)
- بريدراج سافوفيتش على موقع كلية كرة السلة في سبورتس رفرنس.كوم (الإنجليزية)
- بريدراج سافوفيتش على موقع ريلجم (الإنجليزية)
- بريدراج سافوفيتش على موقع بروبوليرز (الإنجليزية)
- بريدراج سافوفيتش على موقع سبورتس رفرنس (الإنجليزية)